# Rani Haddad
Rani Haddad, född 4 februari 1996, är en svensk fotbollsspelare. 

## Karriär

### Assyriska FF
Haddads moderklubb är Assyriska FF. I februari 2015 flyttades han upp i a-laget och skrev på ett treårskontrakt. Haddad debuterade i Superettan den 12 april 2015 mot IFK Värnamo (0–0), där han byttes in i den 57:e minuten mot Christer Youssef.

### Syrianska FC
Inför säsongen 2018 skrev Haddad på för Syrianska FC. Han spelade tre matcher för klubben under säsongen 2018.